# Probreviceps uluguruensis
Espèce
Synonymes
- Breviceps uluguruensis Loveridge, 1925

Statut de conservation UICN

 EN B1ab(iii) : En danger
Probreviceps uluguruensis est une espèce d'amphibiens de la famille des Brevicipitidae.

## Répartition
Cette espèce est endémique des monts Uluguru dans l'est de la Tanzanie. Elle se rencontre entre 1 800 et 2 500 m d'altitude.

## Étymologie
Son nom d'espèce, composé de uluguru et du suffixe latin -ensis, « qui vit dans, qui habite », lui a été donné en référence au lieu de sa découverte.

## Publication originale
- Loveridge, 1925 : Notes on East African batrachians, collected 1920-1923, with the description of four new species. Proceedings of the Zoological Society of London, vol. 1925, p. 763-791.